# Saskatchewan Rugby Union
Saskatchewan Rugby Union, Sask Rugby depuis mars 2015, ou fédération de rugby à XV de Saskatchewan, est une fédération de rugby à XV canadienne.
Elle administre la pratique du rugby à XV en Saskatchewan, province du Canada. La Senior Men's Division 1 représente le niveau le plus élevé du rugby en Saskatchewan, suivie par la Senior Men's Division 2.

## Liste des clubs masculins

### Senior Men's Division 1
North Sask Rugby Union
- Badgers Rugby Club
  - Date de création : 1995
  - Ville : Saskatoon
- Gophers RFC
  - Date de création : 1985
  - Ville : Saskatoon
- Saskatoon Wild Oats RC
  - Date de création : 1973
  - Ville : Saskatoon
- Krems Rugby Football Club
  - Date de création : 1976
  - Ville : Saskatoon

Regina Rugby Union
- Regina Condors Rugby Club
  - Date de création : 1967
  - Ville : Regina
- Regina Highlanders RC
  - Date de création : 1980
  - Ville : Regina
- Regina Rogues
  - Date de création :
  - Ville : Regina
- Grads Rugby
  - Date de création :
  - Ville : Regina

## Logo
En mars 2015, la Saskatchewan Rugby Union revisite son identité visuelle pour son 40e anniversaire et dévoile son nouveau logo.

Évolution du logo
Logo de [Quand ?] à mars 2015.
Logo depuis mars 2015.

## Palmarès du championnat interligueSenior Men's Division 1
| Saison | Vainqueur   | Score  | Finaliste              |
| ------ | ----------- | ------ | ---------------------- |
| ...    | -           | -      | -                      |
| 2010   | -           | -      | -                      |
| 2011   | -           | -      | -                      |
| 2012   | -           | -      | -                      |
| 2013   | -           | -      | -                      |
| 2014   | Grads Rugby | 41 - 5 | Saskatoon Wild Oats RC |
| 2015   | Grads Rugby | 38 - 7 | Badgers Rugby Club     |
| 2016   | -           | -      | -                      |